# Mastacides nilgirisicus
Mastacides nilgirisicus is een rechtvleugelig insect uit de familie Mastacideidae. De wetenschappelijke naam van deze soort is voor het eerst geldig gepubliceerd in 1914 door Ignacio Bolívar.